# アルレイ・ロドリゲス
アルレイ・ジョゼ・ロドリゲス・エンリ（スペイン語: Arley José Rodríguez Henry、1993年2月13日 - ）は、コロンビアのサッカー選手。ポジションはFW。

## クラブ歴
アトレティコ・ナシオナルの下部組織出身。下部組織時代の2011年にトップチームで試合に出場した。複数の期限付き移籍を経て2015年にトップチームに昇格。
2018年にリーガMXのUANLティグレスに完全移籍するが、即座にロボス・デ・ラ・BUAPに期限付き移籍となった。

## 代表歴
リオデジャネイロオリンピックの際に帯同メンバーであったアンドレス・レンテリアが負傷離脱したため、追加招集された。